# Luzak
Luzak
1. koń idący luzem, nie obciążony, prowadzony za rycerzem, a później za towarzyszem chorągwi polskiego autoramentu;
2. służący (żołnierz) prowadzący luźnego konia;
3. konny ordynans[1][2];
4. jeździec prowadzący konie, a niebędący w szeregu;
5. żołnierz opiekujący się koniem oficerskim[3].